# Santa Magdalena de Montpalau
Santa Magdalena de Montpalau és un monument del municipi d'Argelaguer protegit com a part del bé cultural d'interès nacional del castell de Montpalau.

## Descripció
Aquesta esglesiola compta només amb una nau i absis semicircular. Està coberta a dos vessants feta de teules. La porta d'ingrés és adovellada i damunt seu hi ha el campanar format per una espadanya de només una obertura que recentment ha estat restaurada.
La pica d'aigua beneïda, es troba emportada al costat dret de la porta d'entrada. Segons sembla, antigament havia estat guardada a l'interior del temple. Mesura 20 cm d'alçada, 23,5 cm de diàmetre exterior, 17 cm de diàmetre interior.
Té gravada a la part frontal una creu.
La santa venerada en aquesta ermita té uns Goigs dedicats que en la seva tornada canten: "Als que us van a visitar, en aquella alta penya, volgueu-los sempre ajudar, gloriosa Magdalena".

## Història
La notícia documental més antiga d'aquestes terres és de l'any 940, moment en què la Comtessa de Besalú, Ava, vídua de Miró II, comprà una finca al Vescomte Seguer al Comtat de Besalú -"in villa palacio"- i en la selva anomenada "Puligario". Se sap que l'esmentat comte hi tenia una residència i cal suposar que en aquest lloc, temps després, s'aixecaria el castell construït pels senyors de Sales en el decurs del segle xii. Dins el recinte emmurallat pertanyent a aquest castell de Montpalau, a finals del segle xii o principis del XIII, es va aixecar la capella: la consagració de Santa Magdalena de "Montepaladio" fou l'any 1228 pel Bisbe de Girona.
Castell i capella restaren molt malmesos després dels terratrèmols de 1428, essent abandonats finalment i traslladada la família Montpalau, aquell mateix segle, al castell d'Argelaguer.